# Livoneca galinae
Livoneca galinae är en kräftdjursart som beskrevs av Vladimir S. Kononenko 1989. Livoneca galinae ingår i släktet Livoneca och familjen Cymothoidae. Inga underarter finns listade i Catalogue of Life.